# Alberto Busnari
Alberto Busnari (Melzo, 4 de octubre de 1978) es un deportista italiano que compitió en gimnasia artística, especialista en la prueba de caballo con arcos.
Ganó tres medallas en el Campeonato Europeo de Gimnasia Artística entre los años 2002 y 2015.
Participó en cuatro Juegos Olímpicos de Verano, entre los años 2000 y 2012, ocupando el cuarto lugar en Londres 2012, en su especialidad.

## Palmarés internacional
| Campeonato Europeo | Campeonato Europeo    | Campeonato Europeo | Campeonato Europeo |
| Año                | Lugar                 | Medalla            | Prueba             |
| ------------------ | --------------------- | ------------------ | ------------------ |
| 2002               | Patras (Grecia)       | Medalla de bronce  | Caballo con arcos  |
| 2004               | Liubliana (Eslovenia) | Medalla de plata   | Caballo con arcos  |
| 2015               | Montpellier (Francia) | Medalla de bronce  | Caballo con arcos  |